# Sympetrum madidum
Sympetrum madidum – gatunek ważki z rodziny ważkowatych (Libellulidae). Gatunek został po raz pierwszy opisany jako Diplax madida w 1861 roku przez Hermanna Augusta Hagena. Występuje na terenie Ameryki Północnej (na północy Stanów Zjednoczonych i południu Kanady). Zasiedla płytkie jeziora i stawy. Gatunek ten jest aktywny od połowy czerwca do połowy września.
Długość ciała dorosłego osobnika wynosi od 40 do 45 mm, natomiast długość ciała u larw wynosi 16 mm.
Dorosłe osobniki odżywiają się takimi owadami jak: komary, muchy, małe ćmy, jętki i termity, natomiast larwy zjadają ryby i kijanki niewielkich rozmiarów oraz larwy komara i larwy jętki.